# Lijst van attracties in Attractiepark Toverland
Deze pagina bevat een lijst met (voormalige) attracties in het Nederlandse Attractiepark Toverland.

## Huidige attracties
| Naam                         | Attractietype                      | Openingsjaar | Afbeelding |
| ---------------------------- | ---------------------------------- | ------------ | ---------- |
| Alpenrutsche                 | Rockin' Tug                        | 2004         |            |
| Arthur's Tournament Training | Speeltuin                          | 2018         |            |
| Booster Bike                 | Lanceerachtbaan Motorfietsachtbaan | 2004         |            |
| Coco Bolo                    | Toren                              | 2013         |            |
| Djengu River                 | Rapid river                        | 2013         |            |
| Djinn                        | Zweefmolen                         | 2015         |            |
| Dragonwatch                  | Paratower                          | 2023         |            |
| Drakenslangen (Blauwe baan)  | Waterglijbaan                      | 2001         |            |
| Drakenslangen (Zwarte baan)  | Waterglijbaan                      | 2003         |            |
| Dwaalhof                     | Doolhof                            | 2001         |            |
| Dwervelwind                  | Draaiende achtbaan                 | 2012         |            |
| Expedition Zork              | Boomstamattractie                  | 2004         |            |
| Exploria Magica              | Interactieve attractie             | 2018         |            |
| Garden Tour                  | Rondrit                            | 2023         |            |
| Jumping Juna                 | Draaimolen                         | 2023         |            |
| Karussell                    | Draaimolen                         | 2001         |            |
| Kletterabenteuer             | Klimparcour                        | 2001         |            |
| Klokhuis                     | Rondrit                            | 2001         |            |
| Little Dragons               | Speeltuin                          | 2023         |            |
| Fēnix                        | Wing Coaster                       | 2018         |            |
| Fort Boreas                  | Glijbanen                          | 2013         |            |
| Magiezijn                    | Show                               | 2018         |            |
| Maximus' Blitz Bahn          | Bobkart                            | 2015         |            |
| Maximus' Wunderball          | Knikkerbaan                        | 2022         |            |
| Merlin's Quest               | Rondvaart Dark water ride          | 2018         |            |
| Paarden van Ithaka           | Paardenbaan                        | 2010         |            |
| Pixarus                      | Sky Fly                            | 2023         |            |
| Scorpios                     | Schommelschip                      | 2010         |            |
| Sim sa la Klim               | Speeltuin                          | 2001         |            |
| Sparky's Splash Dock         | Waterspeeltuin                     | 2023         |            |
| Theekopjes                   | Theekopjesattractie                | 2001         |            |
| Tolly Molly                  | Watercarrousel                     | 2013         |            |
| Toos-Express                 | Indoorachtbaan                     | 2001         |            |
| Troy                         | Houten achtbaan                    | 2007         |            |
| Truukjes                     | Rondrit                            | 2001         |            |
| Villa Fiasko                 | Cakewalk                           | 2004         |            |
| Villa Toverhoed              | Interactieve walkthrough           | 2008         |            |
| Vliegend Tapijt              | Vrije val                          | 2001         |            |
| Waku Waku                    | Survivalparcour                    | 2013         |            |
| Waterdwarf Alley             | Interactieve kijktaferelen         | 2023         |            |
| Wirbelbaum                   | Reuzenrad                          | 2004         |            |

## Voormalige attracties
| Naam            | Attractietype      | Opening | Sluiting | Reden verwijdering                                                        | Opmerking                                            | Afbeelding |
| --------------- | ------------------ | ------- | -------- | ------------------------------------------------------------------------- | ---------------------------------------------------- | ---------- |
| Sim sa la Swing | Zweefmolen         | 2001    | 2015     | Vervangen door Djinn die beter bij de Oosterse sfeer van themagebied past |                                                      |            |
| Wilde Maus      | Wildemuis-achtbaan | 2005    | 2005     | Opening Booster Bike                                                      | Geplaatst omdat Booster Bike niet op tijd kon openen |            |
| Woudracer       | Bobkart            | 2004    | 2014     | Versleten                                                                 |                                                      |            |

Lijst van attracties in Attractiepark Toverland · Afbeeldingen